# Jan Geppert
Jan Geppert (ur. 10 września 1929 we Wrocławiu, zm. 21 stycznia 2017 w Warszawie) – polski artysta malarz.
W 1956 roku ukończył Państwową Wyższą Szkołę Sztuk Plastycznych we Wrocławiu. Bratanek artysty malarza Eugeniusza Gepperta.
Głównymi motywami jego prac z wczesnego okresu twórczego były naturalistyczne pejzaże i natura (głównie skandynawska). Później znany z abstrakcyjnych form malarskich, często z wykorzystaniem motywów krzyża.

## Ważniejsze wystawy
- 1956 – Wrocław – Klub Dziennikarza
- 1958 – Legnica – Miejski Dom Kultury (Nagroda miasta Legnicy)
- 1967 – Warszawa – Dom Artystów Plastyków
- 1969 – Sztokholm – Galerie City
- 1970 – Düsseldorf – Galeria des Artes
- 1971 – Wiedeń – Wiener Kunstschule Monte Carlo – Palais des Congres
- 1972 – Wiedeń – Wert Galerie
- 1973 – Langenhagen – Galerie 20
- 1974 – Hanower – Kreishaus
- 1975 – Warszawa – V Festiwal Sztuk Pięknych
- 1975 – Radom – Ogólnopolska Wystawa Sztuki (nagroda)
- 1975 – Warszawa – Ogólnopolska Wystawa Sztuki (nagroda)
- 1975 – Kolonia – Kleine Galerie
- 1976 – Bolzano – Galeria "Les Chances de I'Art" Düsseldorf – Internationaler Kunstmarkt
- 1977 – Warszawa – Galeria MDM
- 1979 – Warszawa – Galeria DESA "Nowy Świat"
- 1980 – Maulbronn – Galeria 21
- 1981 – Warszawa – Galeria "Plastyka"
- 1982 – Bolzano – Galeria "Les Chances de I'Art"
- 1983 – Berlin Zachodni – Europa Center
- 1984 – Warszawa – Galeria "Plastyka"
- 1985 – Warszawa – Galeria DESA "Nowogrodzka"
- 1986 – Brema – Galerie Ars Nova
- 1988 – Warszawa – Galeria "Plastyka"
- 1989 – Warszawa – Dom Artystów Plastyków
- 1991 – Obersdorf – Galerie Amrex
- 1991 – Warszawa – Galeria Prezydenta
- 1991 – Warszawa "Pałac Branickich"